# Poustka (Chebi járás)
Poustka (németül Oed) község Csehországban a Karlovy Vary-i kerület Chebi járásában. Külső településrésze Ostroh (Seeberg).

## Fekvése
A Chebi-medencében Františkovy Lázně-től 4 km-re északnyugatra fekszik.

## Története
Első írásos említése 1275-ből származik. Lakosai a 16. században áttértek az evangélikus vallásra. A második világháború után 1946-ban német nemzetiségű lakosságát kitelepítették Bajorországba. Ezt követően cseh és szlovák telepesek érkeztek a községbe. Az 1970-es években Františkovy Lázně-hoz csatolták, de 1992. január 1-jétől ismét önálló.

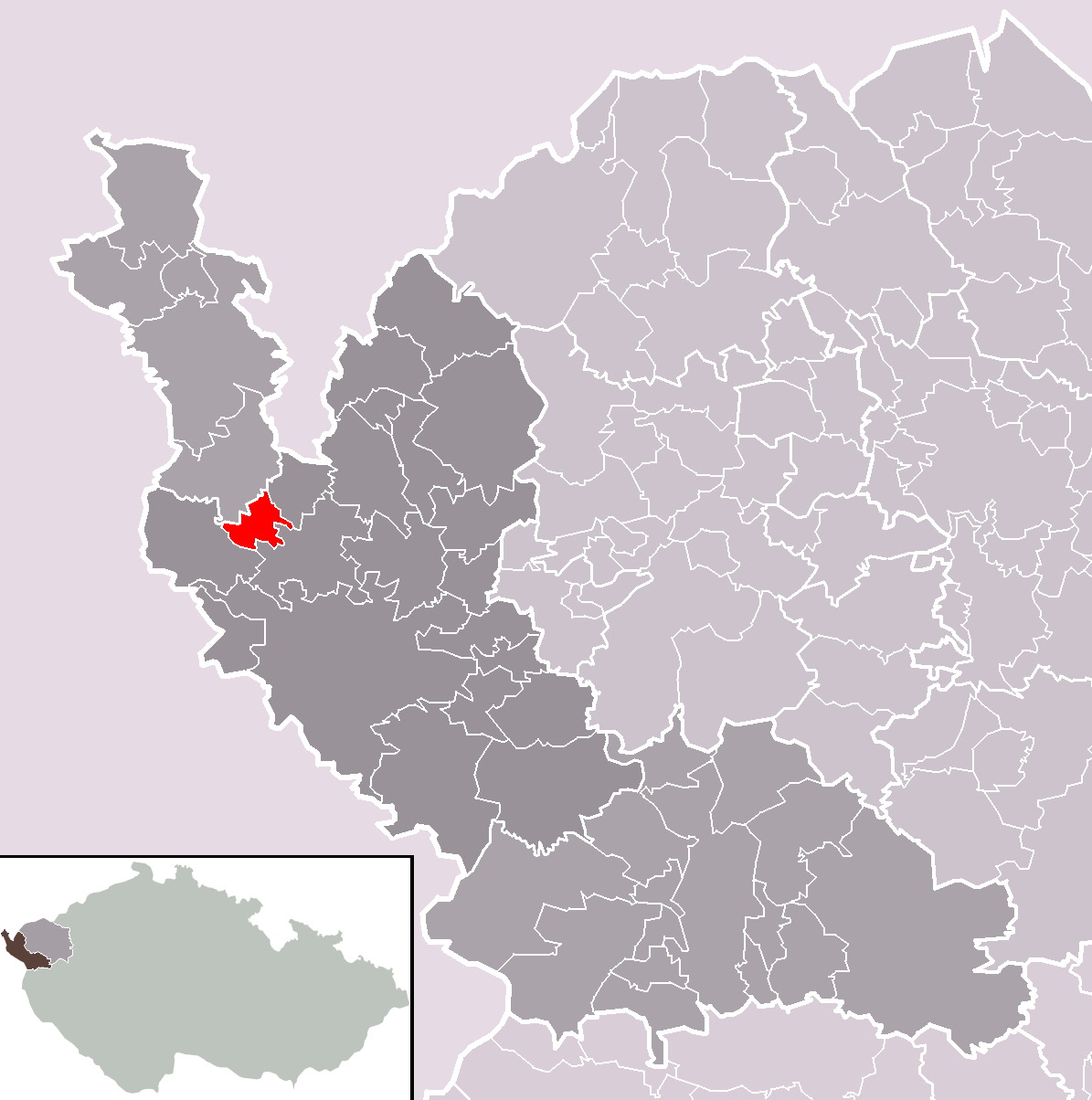
A község közigazgatási területe